# Château de Couchey
Le château de Couchey  est une maison-forte du XIIIe siècle remaniée au XVIIe siècle  située à Couchey (Côte-d'Or) en Bourgogne-Franche-Comté .

## Localisation
Le château est situé impasse du vieux château à l'extrémité ouest du village sur la RD 122.

## Historique
L'existence de la maison forte de Couchey est attestée dès le début du XIIIe siècle.. De 1252 à 1394, elle appartint à la famille Le Pitois puis revient à Jean de Saulx dont la famille construit la tour nord est avant que la seigneurie ne passe par mariage à Pierre de Bauffremont qui la transmet à la famille de Longvy. Claude de Longvy et son neveu Philippe Chabot aménagent le corps de logis en 1556 puis en édifient la tour Amiral en 1626. Ce nouveau château passe en 1652 à Jean de Mesgrigni puis en 1696 à Jacques Languet dont la fille entreprend la restauration des lieux vers 1720. Saisi en 1792, le château est vendu, démantelé et revendu en trois lots.

## Architecture
Le château actuel se compose d’un corps de bâtiment avec rez-de-chaussée et deux étages dont un de combles couverts de toits à longs-pans et toits coniques de tuiles plates. Flanqué de deux tours rondes sur la façade ouest il est percé d’une tour-porche centrale traversée par un passage couvert dans lequel ouvre une porte latérale. Un colombier à toit conique couvert de tuiles plates est implanté à l'ouest du château.